# Comuna Nobel, Zaricine
Nobel (în ucraineană Нобель) este o comună în raionul Zaricine, regiunea Rivne, Ucraina, formată din satele Didivka, Kotîra, Mlîn și Nobel (reședința).

## Demografie
Componența lingvistică a comunei Nobel
     Ucraineană (99,62%)
     Alte limbi (0,39%)
Conform recensământului din 2001, majoritatea populației comunei Nobel era vorbitoare de ucraineană (99,62%), existând în minoritate și vorbitori de alte limbi.